# Гаврилин, Александр Валентинович
Алекса́ндр Валенти́нович Гаври́лин (лат. Aleksandrs Gavriļins; 15 июля 1953, Рига — 20 июня 2019, Рига) — советский и латвийский историк. Доктор истории (Dr. hist.), ассоциированный профессор историко-философского факультета Латвийского университета. Автор более 100 научных работ по истории православной церкви, старообрядчества, церковной архитектуры и охране культурного наследия.

## Биография
Родился 15 июля 1953 года в Риге, где в 1970 году окончил среднюю школу. Поступил на вечернее отделение историко-философского факультета Латвийского государственного университета, который окончил в 1975 году. Был духовным чадом архимандрита Алипия (Воронова).
Занимаясь научной деятельностью, в 1987 году А. В. Гаврилин закончил аспирантуру Института истории Латвийской Академии наук. В 1987 году он защитил диссертацию на звание кандидата исторических наук по теме «Переход прибалтийских крестьян в православие в 40-х годах XIX века», в 1991 года был нострифицирован как доктор истории (Dr.hist.). C 1991 года А. В. Гаврилин — доцент Латвийского университета, с 2001 года — ассоциированный профессор.
Редактор-составитель сборника статей «Православие в Латвии. Исторические очерки»; сборника статей «Latvijas materiālās kultūras mantojuma saglabāšanas problēmas» (Rīga: Latvijas Universitāte, 2008). Кроме этого он является главным редактором журнала «Православие в Балтии» (№ 1(10), Рига, 2013) и научным редактором сборника статей «Рижский старообрядческий сборник» (1 и 2 вып., 2011).
Скончался 20 июня 2019 года в Риге.

## Публикации
статьи
- Некоторые вопросы крестьянского движения 1841 года в Прибалтике в интерпретации апологетов православия // Вопросы аграрной истории Латвии: Сб. научных трудов. — Рига, 1984. — С. 126—144.
- Религиозный фактор в крестьянском движении 1841—1848 гг. // Тезисы докладов научно-теоретической конференции молодых ученых. — Рига, 1985. — С. 209—212.
- Крестьянское движение 1841 года в Прибалтике и попытки крестьянства перейти в православие // Тезисы докладов научно-теоретической конференции молодых ученых. — Рига, 1986. — С. 138—140.
- Эволюция формы крестьянского движения 1841 года в Прибалтике (по материалам крестьянских прошений рижскому православному духовенству) // Классовая борьба и проблемы развития культуры в Латвии. (XIX—XX вв.): Сб. научных трудов. — Рига, 1987. — С. 97-125.
- Cara patvaldības politika Baltĳā un latviešu un igauņu zemniecības cīņa 1845—1848. g. // LPSR ZA Vēstis. № 4. — Rīga, 1987. — 60-72 lpp.
- Некоторые вопросы идеологии прибалтийского крестьянства в 40-х годах XIX века // Тезисы докладов научно-теоретической конференции молодых ученых. — Рига, 1987. — С. 229—231.
- К вопросу об образовании самостоятельной Рижской епархии // Тезисы докладов научно-теоретической конференции молодых ученых. — Рига, 1988. — С. 102—104.
- Pareizticīgās garīdzniecības loma latviešu un igauņu zemnieku pāriešanā pareizticībā 1845—1848.g. // LPSR Zinātņu Akadēmĳ as Vēstis. — № 11. — Rīga, 1988. — 40-51 lpp.
- Par patstāvīgas Rīgas eparhĳ as izveidošanos (sakarā ar 140. gadadienu) // LPSR Zinātņu Akadēmĳ as Vēstis. — №. 3. — Rīga, 1990. — 27-37 lpp.
- Vidzemes evaņģēliski luterisko mācītāju «noziegumi» pret pareizticību 19.gs. 80-90.gados // Vācu faktors Latvĳ as vēsturē: Zin. rakstu krājums. — Rīga, 1992. — 154—160 lpp.
- Starpkonfesionālās nesaskaņas Vidzemes guberņā 19.gs. otrajā pusē. // Latvĳ as vēsture. — Rīga, 1993. — № 2. — 23-27 lpp.; № 3. — 7-10 lpp.
- The Problems of the Cultural Heritage of Latvia // Conservare ’93. The European Heritage Forum. Ostend — Belgium, 1993.
- Победоносцев и Прибалтика // Вестник Русского Христианского Движения. Париж, 1994. — С. 50-66.
- Relevance of our spiritual heritage for laying foundations for partnership in the region // Co-operation and Reconciliation around the Baltic Sea. Russia, Saint Petersburg, 1995.
- How can we achieve a common and factually correct view of recent history? // Faith, Moral Values and Our Future. Caux, 1996. — Р. 34-48.
- Разногласия между Православной и Ев.-лютеранской Церквями в прибалтийских губерниях во второй половине XIX века // Русская культура на межконфессиональных перекрестках: Сб. научных трудов. — М., 1995. — С. 102—103.
- Его Преосвященство, викарный епископ Рижский Филарет (Гумилевский) // Православие в Латвии. Исторические очерки. — Вып. 2. — Рига: Благовест, 1997. — С. 95-105.
- Предисловие // Православие в Латвии. Исторические очерки. — Вып. 2. Рига: Благовест, 1997. — С. 3-5.
- Pareizticības izplatīšanās Latvĳ as teritorĳ ā 18. gadsimtā // Latvĳ as vēsture. — Rīga, 1998. — № 2. — 25-28 lpp.
- Попытки реформирования Латвийской Православной Церкви в 1936—1940 гг. // Живое предание. — М., 1999. — С. 135—142.
- О русской эмиграции в Латвии в 1920—1930-х годах // Вестник Русского Христианского Движения. 2000. — № 1-2 (180). — С. 307—327.
- Положение Латвийской Православной Церкви в 20-30 гг. XX в. // Материалы Ежегодной Богословской конференции Православного Свято-Тихоновского Богословского Института. — М., 2000. — С. 298—303.
- Биография владыки Леонида (Полякова) // Хрiстiанос IX. — Rīga, 2000. — С. 323—327.
- Современное положение Православных Церквей Латвии и Эстонии: проблемы и их истоки // Материалы Ежегодной Богословской конференции Православного Свято-Тихоновского Богословского Института. — М., 2001. — С. 228—235.
- Строительство православных храмов на территории Латвии до середины 19 века // Православие в Латвии. Исторические очерки. — Вып. 3. — Рига: Филокалия, 2001. — С. 67-112.
- Современное положение Православных Церквей Латвии и Эстонии // «Вестник Русского Христианского Движения». — 2001. — № 1 (182). — С. 294—307.
- Основные этапы строительства православных храмов на территории Латвии до конца XIX века // Daugavpils Pedagoģiskās universitātes XI Zinātnisko lasījumu materiāli. Vēsture: avoti un cilvēki. VII. — Daugavpils: Saule, 2001. — 32-36 pp.
- Православная Церковь в посткоммунистической Прибалтике: проблемы и их истоки // Православная беседа. — М., 2001. — № 5. — С. 13-18.
- Арсений (Брянцев Александр Дмитриевич) // Православная энциклопедия. Т. III. М.: ЦНЦ «Православная энциклопедия», 2001. — С. 397—398. (в соавторстве с В. Цыпиным)
- Архиерейское управление: абсолютизм или соборность? // Вестник Русского Христианского Движения. 2002. — № 183. — С. 192—202.
- Latvĳ as pareizticīgo dievnamu būvvēstures pamatposmi // Man jau un tev tikai [piecdesmit]. Latvĳ as Kultūras akadēmĳ as mācību spēku jubilejas kopkrājums. — Rīga, 2002. — 7-25 lpp.
- Русская эмиграция в 20-30-х годах XX в. в Латвии и Латвийская Православная Церковь // Материалы Ежегодной Богословской конференции Православного Свято-Тихоновского Богословского Института. — М., 2002. — С. 226—232.
- Его Преосвященство, епископ Полоцкий и Витебский Александр (Закис) // Daugavpils Universitātes Humanitārās fakultātes XII zinātnisko lasījumu materiāli. — Daugavpils: Saule, 2003. — С. 46-49.
- Почему не был закрыт Рижский Свято-Троицкий Сергиев монастырь? // Богословский сборник. — М., 2003. — Вып. XI. — С. 425—440.
- Латвийская Православная Церковь в тридцатых годах XX века // Церковь и время. — М., 2003. — № 1 (22). — С. 173—181.
- «Неизвестные» латвийские священнослужители: отец Иоанн Легкий // Православие в Латвии: исторические очерки. — Рига, 2004. — № 4. — С. 25-33.
- «Мы отовсюду уходили последними…». Жизнь о. Иоанна Легкого // Daugavpils Universitātes Humanitārās fakultātes XIII starptautisko zinātnisko lasījumu materiāli. Vēsture VII. — Daugavpils: Saule, 2004. 25-29 lpp.
- Рижская епархия и политика правительства в Прибалтийских губерниях в 60-90-х годах XIX в. // Россия и Балтия. — Вып. 2: Остзейские губернии и Северо-Западный край в политике реформ Российской империи. 2-я половина XVIII в. — XX в. — М.: ИВИ РАН, 2004. — С. 92-116.
- Епископ Рижский Иринарх (Попов) и старообрядцы Риги // Староверие Латвии. Сб. научных статей под ред. И. Иванова. — Rīga, 2005. — С. 274—280.
- Люцинское (Лудзенское) благочиние Полоцко-Витебской епархии в период русификации второй половины XIX века // Исторический путь литовской письменности. Сборник материалов конференции. — Вильнюс, 2005. — С. 306—323.
- Отношение духовенства Люцинского благочиния к иноверным во второй половине XIX—XX веков // Daugavpils Universitātes Humanitārās fakultātes XIV starptautisko zinātnisko lasījumu materiāli. Vēsture VIII. — Daugavpils: Saule, 2005. 44-49 lpp.
- Отношение к ведущим религиозным конфессиям в Латвийской Республике в 1918—1934 годах // Международная научная конференция «Государство, Церковь, общество: исторический опыт и современные проблемы». Сб. научн. статей. — М., 2005. — С. 73-77.
- Рижский период служения святителя Агафангела (Преображенского) (1897—1913) // Ради мира церковного. Жизненный путь и архипастырское служение святителя Агафангела, митрополита Ярославского и Ростовского, исповедника. Книга первая. — М., 2005. — С. 249—259.
- Рижский период служения священноисповедника митрополита Агафангела // Вестник ПСТГУ. Серия 2: История. История Русской Православной Церкви. — 2005. — № 1. — С. 47—61.
- Утраченные в XX веке храмы Риги // Православие в Латвии. Исторические очерки. — Вып. 5. Рига: Филокалия, 2006. — С. 25-50.
- Документы по делу митрополита Рижского и всея Латвии Августина (Петерсонса) «Латвийской папки» Архива Архиерейского Синода Русской Православной Церкви Заграницей // Православие в Латвии. Исторические очерки. Рига: Филокалия, 2006. — № 5. — С. 97-144.
- Рижский епархиальный собор 1905 года // Daugavpils Universitātes Humanitārās fakultātes Starptautiskās konferences XV starptautisko zinātnisko lasījumu materiāli. Vēsture IX. Daugavpils: Saule, 2006. 45-50 lpp.
- Архиерейское управление на рубеже XIX—XX столетий: Его Преосвященство епископ Рижский и Митавский Агафангел (Преображенский) // Россия и Балтия. — Вып. 4: Человек в истории. М.: Наука, 2006. — С. 117—134.
- Православная церковь накануне свободы слова: Рижский епархиальный собор 1905 г. // Свобода совести в России: исторические и современные аспекты. — Вып. 3. — М., 2006. — С. 159—165.
- «Латышский» священник Иаков Михайлов // Православие в Латвии: исторические очерки. — Рига: Филокалия, 2007. — № 6. — С. 11-27.
- Inflantijas (Latgales) vecticībnieki un Pareizticīgo Baznīcas politika XIX gs. otrajā pusē-XX. gs. sākumā // Latvĳ as Vēsture. Jaunie un jaunākie laiki. — Rīga, 2006. — № 4 (64). — С. 10-16.
- Latvĳas pareizticīgo garīdzniecības kalpošana pārvietoto personu (DP) nometnēs Vācĳ ā 1945—1949. gadā // Latvĳ as vēsture. Jaunie un jaunākie laiki. — Rīga, 2007. — № 2 (66). C. 42-52.
- Латвийское православное духовенство на территории Германии в 1945—1949 годах // Церковь и время. — 2007. — № 2 (39). — С. 233—256.
- Православная церковь в Литве, Латвии и Эстонии: современное положение // Православие в постсоветские времена: осмысление ситуации. Сборник материалов международной конференции / Под ред. С. Г. Карасевой. Минск, 2007. — С. 27-29.
- Padomju varas attieksme pret Latvĳas Pareizticīgo Baznīcu 1940—1941. gadā // Latvĳ as vēsture. Jaunie un jaunākie laiki. — Rīga, 2008. — № 2 (70). — 38-48 lpp.
- Латгалия начала XX века со страниц летописей православных приходов // Православие в Латвии. Исторические очерки. Рига: Филокалия, 2008. — Вып. 7. — С. 11-33.
- Православное духовенство в странах Балтии в период Второй мировой войны: война глазами латгальского священника // Вторая мировая война и страны Балтии, 1939—1945: материалы международной научной конференции. — Рига, 14-15 декабря 2006 г. Рига: Retorika A, 2008. — С. 124—129.
- Миссионерская работа православного духовенства среди староверов на территории современной Латвии в начале XX века // Echa Przeszļošci IX. University of Warmia and Mazury in Olsztyn, 2008. — С. 155—164.
- Единение православных русских студентов Латвии // Православная Энциклопедия. Т. XVIII. М.: ЦНЦ «Православная энциклопедия», 2008. — С. 39-41.
- Латвийская Республика в 1918—1940 гг. глазами латгальского православного священника // Россия и Балтия. — Вып. 5: Войны, революции и общество. — М.: Наука, 2008. — С. 241—252.
- Депутат III Государственной думы протоиерей Феодор Никонович // Daugavpils Universitātes Humanitārās fakultātes Starptautiskās konferences XVII starptautisko zinātnisko lasījumu materiāli. Vēsture XI. — Daugavpils: Saule, 2009. — 103—107 р.
- L’Église orthodoxe au XXe siēcle dans les pays baltes: Estonie, Lettonie et Lituanie // L’Église orthodoxe en Europe orientale au XXe siēcle. Sous la direction de Christine Chaillot, Paris: Les Éditions Du CEPF, 2009. — Р. 49-272 (в соавторстве с Pazane B.).
- Филареты Рижские: епископы Филарет (Гумилевский) и Филарет (Филаретов) // Интеллигенция в многонациональной империи. Русские, латыши, немцы. XIX — начало XX в. Сб. статей. — М.: ИВИ РАН, 2009. — С. 42-66.
- Илукстский в честь Рождества Пресвятой Богородицы женский монастырь // Православная энциклопедия. Т. XXII. М.: ЦНЦ «Православная энциклопедия». — М., 2009. — С. 327—328.
- Staļina režīma laikā represēto Latvĳ as pareizticīgo mācītāju krimināllietas kā vēstures avots. Latvĳ as Vēsture. Jaunie un jaunākie laiki. — Rīga, 2010. — № 4 (80). — Р. 47-58.
- «Неизвестные» латвийские священнослужители: протопресвитер Иоанн (Jānis) Бауманис // Православие в Латвии: исторические очерки. — Рига: Филокалия, 2010. — Вып. 8. — С. 21-54.
- «Летопись Александро-Невской церкви, Рижской епархии, Вольмарского уезда и благочиния, находящейся в г. Лемзаль, с 1822 года» (Первая мировая и события 1917—1919 гг. глазами православного священника) // Православие в Латвии. Исторические очерки. Рига: Филокалия, 2010. — Вып. 8. — С. 115—152.
- Latvijas pareizticīgo garīdzniecības pārceļošana uz ASV 20.gadsimta 40.-50. gadu mijā // Latvĳ as vēsture. Jaunie un jaunākie laiki. — Rīga, 2010. — № 1 (77). Р. 80-93.
- Иоанн (Легкий Иван Саввич) // Православная энциклопедия. Т. XXIII. М.: ЦНЦ «Православная энциклопедия», 2010. — С. 418—419 (в соавторстве с М. В. Шкаровским).
- Иоанн (Гарклавс Янис (Екабович)) // Православная энциклопедия. Т. XXIII. М.: ЦНЦ «Православная энциклопедия», 2010. — С. 400—401 (в соавторстве с М. В. Шкаровским).
- Иоанн (Поммер Янис (Андреевич)) // Православная энциклопедия. Т. XXIII. М.: ЦНЦ «Православная энциклопедия», 2010. — С. 292—295.
- Архипасторский путь Иоанна Гарклавса // Seminarium hortus humanitatis / Альманах ХХI. — Рига, 2010. — С. 29-50.
- Staļina režīma laikā represēto Latvĳ as pareizticīgo mācītāju krimināllietas kā vēstures avots // Latvĳ as vēsture. Jaunie un jaunākie laiki. — Rīga, 2010. — № 4 (80). — Р. 47-58.
- Следственные (уголовные) дела православных священников как источники изучения сталинских репрессий на территории Латвии // Церковь и время. — 2010. — № 3 (52). — С. 193—218.
- «Неизвестные» латвийские священники: о. Леонид Ладинский // Православие в Латвии. Исторические очерки. Рига: Филокалия, 2011. — Вып. 9. — С. 75-110.
- Латвийская православная Церковь и русская эмиграция в межвоенный период // Балтийский архив: Русская культура в Прибалтике. Т. XII. — М., 2012. — С. 30-38.
- Православная Церковь в Литве, Латвии и Эстонии в начале XXI века. Православный ученый в современном мире. Материалы второй международной научно-практической конференции. Т. 2. Воронеж, 2013. — С. 118—125.
- Отношение советской власти к Латвийской Православной Церкви в 1940—1941 гг. // Вестник Православного Свято-Тихоновского Гуманитарного университета. II: 5 (54). Сентябрь-октябрь. — М., 2013. — С. 44-59.
- Попытки реформ в Латвийской Православной Церкви во второй половине 30-х годов XX века // Latopisy Akademii Supraskĳ . Vol. 4. Kalendarz v žyciu Cerkwi i wspōlnoty. Pod redakcĳ a Marzanny Kuczynskiej i Urszuli Pawluczuk. Biaļystok, 2013. — С. 175—185.
- Собеседования синодальных миссионеров с рижскими староверами в 1889—1890 гг. // Latvĳ as vecticībnieki: identitātes saglabāšanas vēsturiskā pieredze. Rakstu krājums. Sast. I. Ivanovs, N. Pazuhina, I. Runce. — Rīga: LU FSI, 2014. — С. 76-87.
- События начала XX века в летописях латгальских православных приходов // Современные проблемы изучения истории Церкви Сб. докладов международной конференции. — М.: Паломник, 2014. — С. 119—131.
- Собеседования православных миссионеров с рижскими староверами в конце XIX — начале XX в. // Православие в Балтии. Научно-аналитический журнал / Гл. ред. А. В. Гаврилин. — Rīga: LU, 2015. — № 3 (12). — С. 49-61.
- Русские эмигранты в межвоенной Латвии: правовой статус и попытки самоорганизации // Россия и Латвия в потоке истории. 2-я половина ХIХ — 1-я половина XX века. — М.: ИВИ РАН, 2015. — С. 234—250.
- Православная Церковь на территории Латвии во время Первой мировой войны // Православие в Балтии. Научно-аналитический журнал / Гл. ред. А. В. Гаврилин. — Rīga: LU, 2016. — № 4 (13). — С. 33-48.
- Латвийская Православная церковь // Православная энциклопедия. Т. XL. М.: ЦНЦ «Православная энциклопедия», 2016. — С. 83-88.
- Православие в XIX — начале XX в. / В ст. «Латвия» // Православная энциклопедия. Т. XL. М.: ЦНЦ «Православная энциклопедия», 2016. — С. 96-98.
- Православие в XX — начале XXI в. / В ст. «Латвия» // Православная энциклопедия. Т. XL. М.: ЦНЦ «Православная энциклопедия», 2016. — С. 101—102.
- Церковная архитектура / В ст. «Латвия» // Православная энциклопедия. Т. XL. М.: ЦНЦ «Православная энциклопедия», 2016. — С. 110—111.
- Епископ Константин (Ессенский) // Православие в Балтии. Научноаналитический журнал / Гл. ред. А. В. Гаврилин. — Rīga: LU, 2017. — № 6 (15). — С. 43-56.
- Православие на территории Латвии и Эстонии до включения региона в состав Российской империи // Ortodoxi Evropi. Studia do dziejow kosciola prawoslawnego w Europie wscnodniej. Vol. 1. Rocznik: Uniwersytet w Bialymstoku, 2018. — С. 81-99.
- О каноническом статусе Православной Церкви в Эстонии и Латвии в начале 1920-х годов // Православие в Балтии. Научно-аналитический журнал / Гл. ред. А. В. Гаврилин. — Rīga: LU, 2018. — № 7 (16). — С. 101—112.
- Православные приходы на территории Латвии во время Первой мировой войны // Православие в Прибалтике: религия, политика, образование. 1840-е — 1930-е гг. / Под ред. И. Пярт. — Тарту, 2018. — С. 297—314.
- Газета «Tēvĳa» о религии и церкви в 1941—1945 гг. // Православие в Балтии. Научно-аналитический журнал / Гл. ред. А. В. Гаврилин. — Rīga: LU, 2018. — № 8 (17). — C. 81-94.

книги
- Очерки истории Рижской епархии. 19 век. — Рига : Филокалия, 1999. — 368 с. — ISBN 9984-19-064-1.
- Люцинское (Лудзенское) благочиние Полоцко-Витебской епархии во второй половине XIX — начале XX века. — Рига : Филокалия, 2004. — 167 с.
- Под покровом Тихвинской иконы. Архипастырский путь Иоанна (Гарклавса). — Санкт-Петербург : Алаборг ; Тихвин : Издательская служба Тихвинского монастыря, 2009. — 462 с. — (Серия «Странствия Чудотворной»). — ISBN 978-5-869-83031-1. — 3000 экз.
  - Jänis (Garklävs): pareizticigais latvietis. — Riga: LU agentüra «Filozofijas un sociologijas institüts», 2015. — 372 lpp.
  - I Have Received Much More Than I Have Deserved. The Archpastoral Journey of Archbishop Jonh (Garklavs) / Transl. from Russian by A. Bezkorobainy. Lulu Enterprises, Inc., 2015. — 462 p.
- Люцинское (Лудзенское) благочиние во второй половине XIX — конце 30-х годов XX века. — Рига : Latv. univ. arheoloģijas, 2013. — 380 с. — ISBN 978-9984-9669-8-4.
- Латвийские православные священнослужители на американском континенте. — М.: Общество любителей церковной истории, 2013. — 408 с.
- Теория изучения и использования исторических источников : учебное пособие для студентов гуманитарных, теологических и религиоведческих направлений и специальных высших учебных заведений. — Москва : Свято-Филаретовский православно-христианский ин-т, 2020. — 154 с. — ISBN 978-5-89100-216-6. — 300 экз.